# Cernon (Jura)
Pour les articles homonymes, voir Cernon.
Cernon est une commune française située dans le département du Jura, dans la région culturelle et historique de Franche-Comté et la région administrative Bourgogne-Franche-Comté.

## Géographie

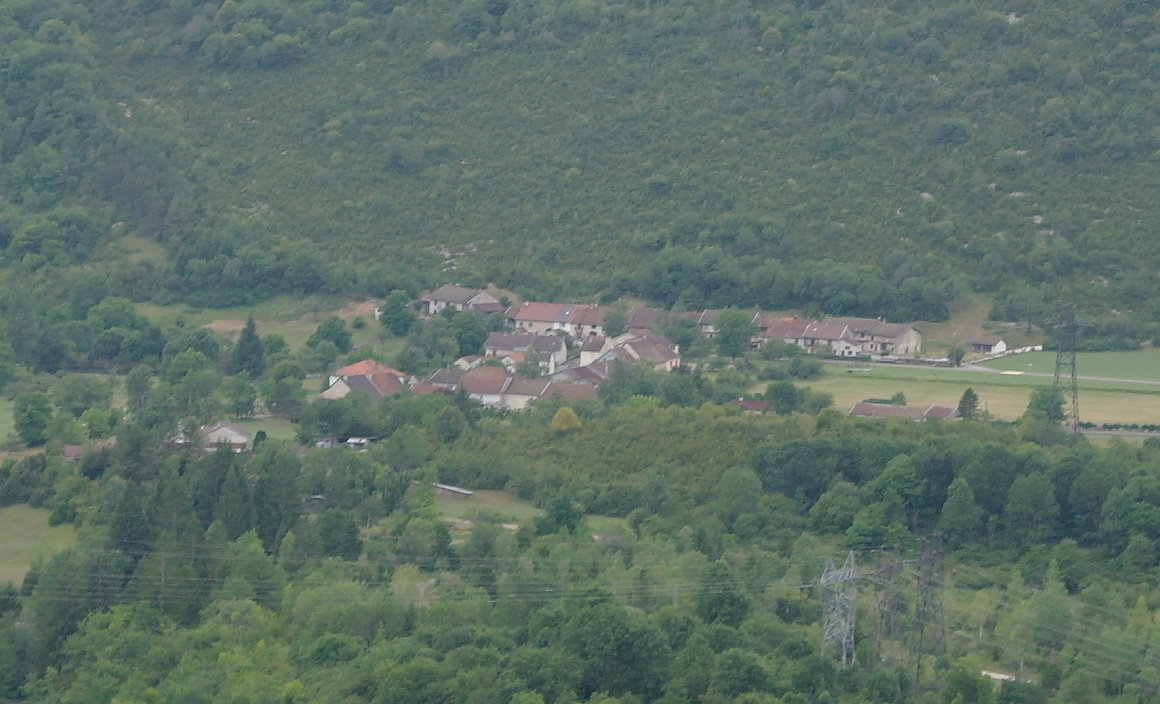
Vue du hameau de Menouille depuis le belvédère du barrage de Vouglans.

En 1822, la commune de Menouille ou Menouilles, qui compte un peu plus de 200 habitants à l'époque, est rattachée à Cernon.

### Géologie et relief
La Caborne de Cernon-Menouille, de 6 200 m de long, figure parmi les 100 systèmes souterrains les plus longs de France.

### Climat
Pour des articles plus généraux, voir Climat de la Bourgogne-Franche-Comté et Climat du département du Jura.
En 2010, le climat de la commune est de type climat de montagne, selon une étude du Centre national de la recherche scientifique s'appuyant sur une série de données couvrant la période 1971-2000. En 2020, Météo-France publie une typologie des climats de la France métropolitaine dans laquelle la commune est dans une zone de transition entre le climat semi-continental et le climat de montagne et est dans la région climatique  Jura, caractérisée par une forte pluviométrie en toutes saisons (1 000 à 1 500 mm/an), des hivers rigoureux et un ensoleillement médiocre. 
Pour la période 1971-2000, la température annuelle moyenne est de 10 °C, avec une amplitude thermique annuelle de 17,1 °C. Le cumul annuel moyen de précipitations est de 1 581 mm, avec 12,7 jours de précipitations en janvier et 9,3 jours en juillet. Pour la période 1991-2020, la température moyenne annuelle observée sur la station météorologique installée sur la commune est de 10,4 °C et le cumul annuel moyen de précipitations est de 1 567,8 mm. 
La température maximale relevée sur cette station est de 38,6 °C, atteinte le 13 août 2003 ; la température minimale est de −24 °C, atteinte le 10 janvier 1985,,. 
| Mois                                  | jan.           | fév.           | mars           | avril         | mai             | juin           | jui.            | août           | sep.          | oct.            | nov.           | déc.            | année     |
| ------------------------------------- | -------------- | -------------- | -------------- | ------------- | --------------- | -------------- | --------------- | -------------- | ------------- | --------------- | -------------- | --------------- | --------- |
| Température minimale moyenne (°C)     | −1,5           | −1,7           | 0,9            | 3,7           | 7,8             | 11,3           | 13,1            | 12,9           | 9,5           | 6,5             | 2,1            | −0,7            | 5,3       |
| Température moyenne (°C)              | 2,1            | 2,9            | 6,4            | 9,6           | 13,5            | 17,2           | 19,2            | 19,1           | 15,2          | 11,4            | 6,1            | 2,7             | 10,4      |
| Température maximale moyenne (°C)     | 5,7            | 7,4            | 11,8           | 15,5          | 19,2            | 23,1           | 25,4            | 25,3           | 20,9          | 16,3            | 10             | 6,1             | 15,6      |
| Record de froid (°C) date du record   | −24 10.01.1985 | −18,8 05.02.12 | −17,5 01.03.05 | −6,7 08.04.03 | −4,5 03.05.1979 | 0,5 05.06.1975 | 3,5 22.07.1980  | 1,5 31.08.1986 | −2 30.09.1995 | −5,5 31.10.1997 | −12 25.11.1971 | −18,6 20.12.09  | −24 1985  |
| Record de chaleur (°C) date du record | 17 30.01.02    | 22,2 24.02.21  | 25,2 17.03.04  | 28 29.04.05   | 33,1 25.05.09   | 37,2 22.06.03  | 38,5 31.07.1983 | 38,6 13.08.03  | 32,3 14.09.20 | 28,4 07.10.09   | 23,5 08.11.15  | 20,5 16.12.1989 | 38,6 2003 |
| Précipitations (mm)                   | 136,1          | 119,4          | 120            | 122,2         | 138,1           | 112,8          | 112,4           | 115,3          | 115,9         | 148,9           | 161,7          | 165             | 1 567,8   |

| Diagramme climatique                                  |              |            |              |              |               |               |               |              |              |            |            |
| J                                                     | F            | M          | A            | M            | J             | J             | A             | S            | O            | N          | D          |
| 5,7−1,5136,1                                          | 7,4−1,7119,4 | 11,80,9120 | 15,53,7122,2 | 19,27,8138,1 | 23,111,3112,8 | 25,413,1112,4 | 25,312,9115,3 | 20,99,5115,9 | 16,36,5148,9 | 102,1161,7 | 6,1−0,7165 |
| Moyennes : • Temp. maxi et mini °C • Précipitation mm |              |            |              |              |               |               |               |              |              |            |            |

Les paramètres climatiques de la commune ont été estimés pour le milieu du siècle (2041-2070) selon différents scénarios d'émission de gaz à effet de serre à partir des nouvelles projections climatiques de référence DRIAS-2020. Ils sont consultables sur un site dédié publié par Météo-France en novembre 2022.

## Urbanisme

### Typologie
Au 1er janvier 2024, Cernon est catégorisée commune rurale à habitat très dispersé, selon la nouvelle grille communale de densité à sept niveaux définie par l'Insee en 2022.
Elle est située hors unité urbaine. Par ailleurs la commune fait partie de l'aire d'attraction d'Oyonnax, dont elle est une commune de la couronne,. Cette aire, qui regroupe 40 communes, est catégorisée dans les aires de 50 000 à moins de 200 000 habitants,.
La commune, bordée par un plan d’eau intérieur d’une superficie supérieure à 1 000 hectares, le lac de Vouglans, est également une commune littorale au sens de la loi du 3 janvier 1986, dite loi littoral. Des dispositions spécifiques d’urbanisme s’y appliquent dès lors afin de préserver les espaces naturels, les sites, les paysages et l’équilibre écologique du littoral, tel le principe d'inconstructibilité, en dehors des espaces urbanisés, sur la bande littorale des 100 mètres, ou plus si le plan local d’urbanisme le prévoit.

### Occupation des sols
L'occupation des sols de la commune, telle qu'elle ressort de la base de données européenne d’occupation biophysique des sols Corine Land Cover (CLC), est marquée par l'importance des forêts et milieux semi-naturels (67,3 % en 2018), en diminution par rapport à 1990 (68,3 %). La répartition détaillée en 2018 est la suivante : 
forêts (62,5 %), prairies (26,5 %), milieux à végétation arbustive et/ou herbacée (4,8 %), zones agricoles hétérogènes (2,8 %), zones urbanisées (1,9 %), eaux continentales (1,3 %), terres arables (0,2 %). L'évolution de l’occupation des sols de la commune et de ses infrastructures peut être observée sur les différentes représentations cartographiques du territoire : la carte de Cassini (XVIIIe siècle), la carte d'état-major (1820-1866) et les cartes ou photos aériennes de l'IGN pour la période actuelle (1950 à aujourd'hui).

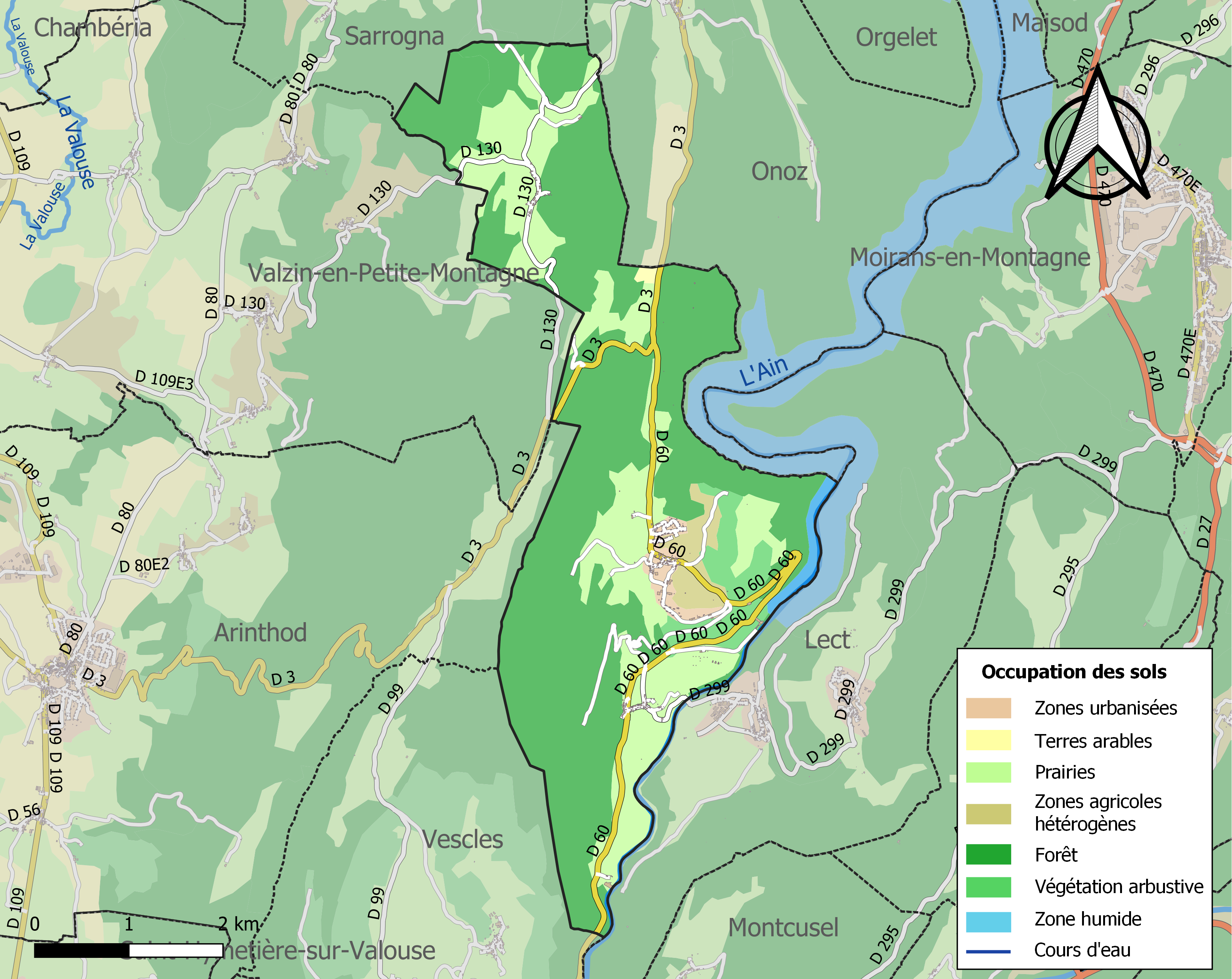
Carte des infrastructures et de l'occupation des sols de la commune en 2018 (CLC).

## Histoire
1822 : rattachement de Menouille à Cernon ;
1973 : rattachement de Viremont à Cernon.
2022 : le 11 août, la commune de Cernon est entièrement évacuée, à cause d'un virulent feu de forêt qui menace la commune. Les largages des hélicoptères et des Canadair permettent de sauver de justesse le village.

## Politique et administration

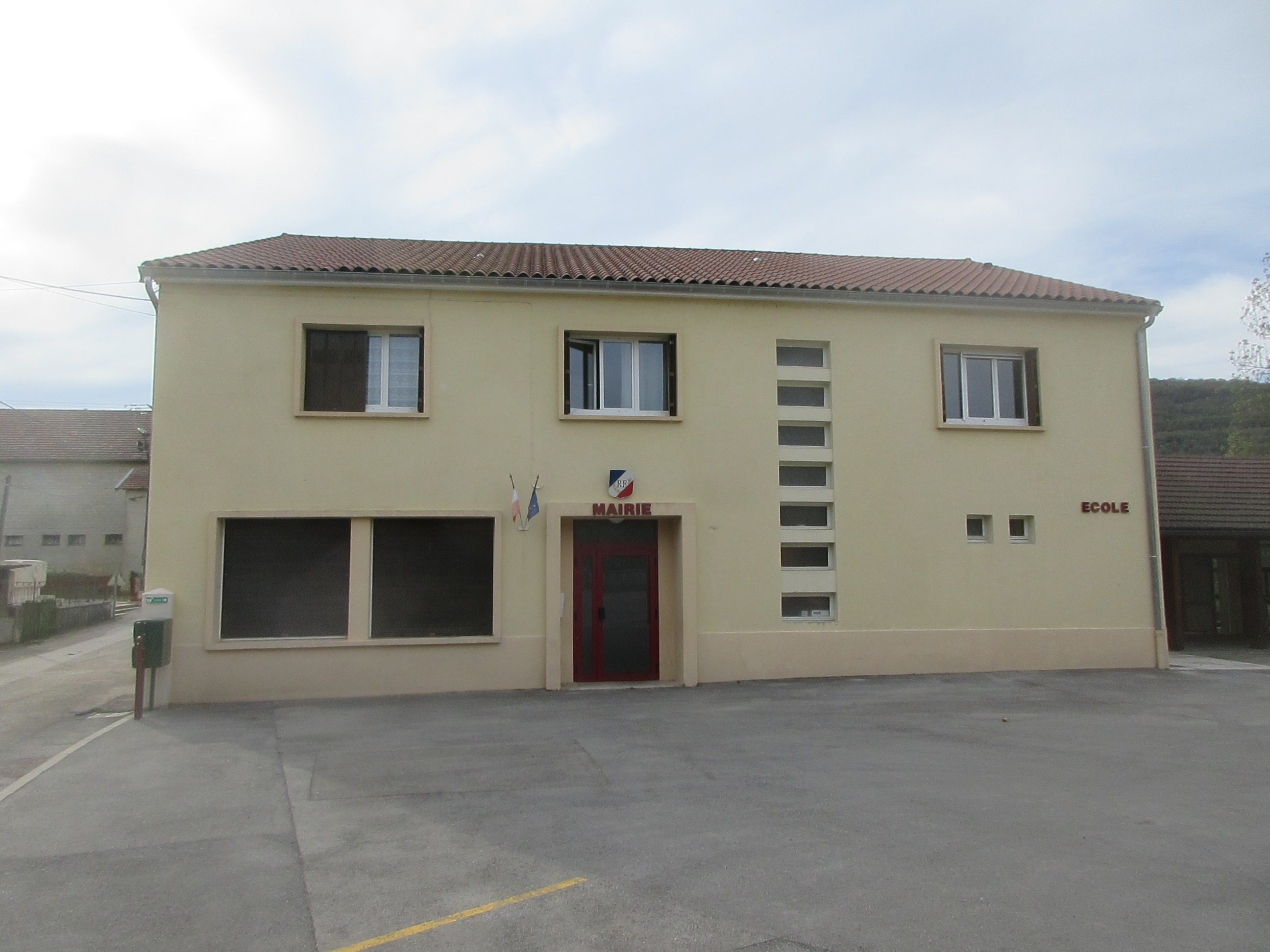
Mairie.

| Période   | Période  | Identité          | Étiquette | Qualité                    |
| --------- | -------- | ----------------- | --------- | -------------------------- |
| mars 2001 | 2008     | Jean-Louis Tissot |           |                            |
| mars 2008 | En cours | Bernard Rude      | SE        | Retraité Fonction publique |

## Démographie
L'évolution du nombre d'habitants est connue à travers les recensements de la population effectués dans la commune depuis 1793. Pour les communes de moins de 10 000 habitants, une enquête de recensement portant sur toute la population est réalisée tous les cinq ans, les populations de référence des années intermédiaires étant quant à elles estimées par interpolation ou extrapolation. Pour la commune, le premier recensement exhaustif entrant dans le cadre du nouveau dispositif a été réalisé en 2004.

En 2022, la commune comptait 234 habitants, en évolution de −9,3 % par rapport à 2016 (Jura : −0,81 %, France hors Mayotte : +2,11 %).
| 1793 | 1800 | 1806 | 1821 | 1831 | 1836 | 1841 | 1846 | 1851 |
| ---- | ---- | ---- | ---- | ---- | ---- | ---- | ---- | ---- |
| 297  | 323  | 263  | 291  | 528  | 532  | 505  | 544  | 508  |

| 1856 | 1861 | 1866 | 1872 | 1876 | 1881 | 1886 | 1891 | 1896 |
| ---- | ---- | ---- | ---- | ---- | ---- | ---- | ---- | ---- |
| 480  | 464  | 464  | 444  | 417  | 436  | 357  | 360  | 330  |

| 1901 | 1906 | 1911 | 1921 | 1926 | 1931 | 1936 | 1946 | 1954 |
| ---- | ---- | ---- | ---- | ---- | ---- | ---- | ---- | ---- |
| 327  | 324  | 337  | 309  | 420  | 300  | 217  | 233  | 216  |

| 1962 | 1968 | 1975 | 1982 | 1990 | 1999 | 2004 | 2006 | 2009 |
| ---- | ---- | ---- | ---- | ---- | ---- | ---- | ---- | ---- |
| 281  | 285  | 228  | 225  | 268  | 254  | 242  | 243  | 265  |

| 2014 | 2019 | 2022 | - | - | - | - | - | - |
| ---- | ---- | ---- | - | - | - | - | - | - |
| 253  | 237  | 234  | - | - | - | - | - | - |

## Culture locale et patrimoine

### Lieux et monuments
- Église Saints-Romain-et-Barula ;

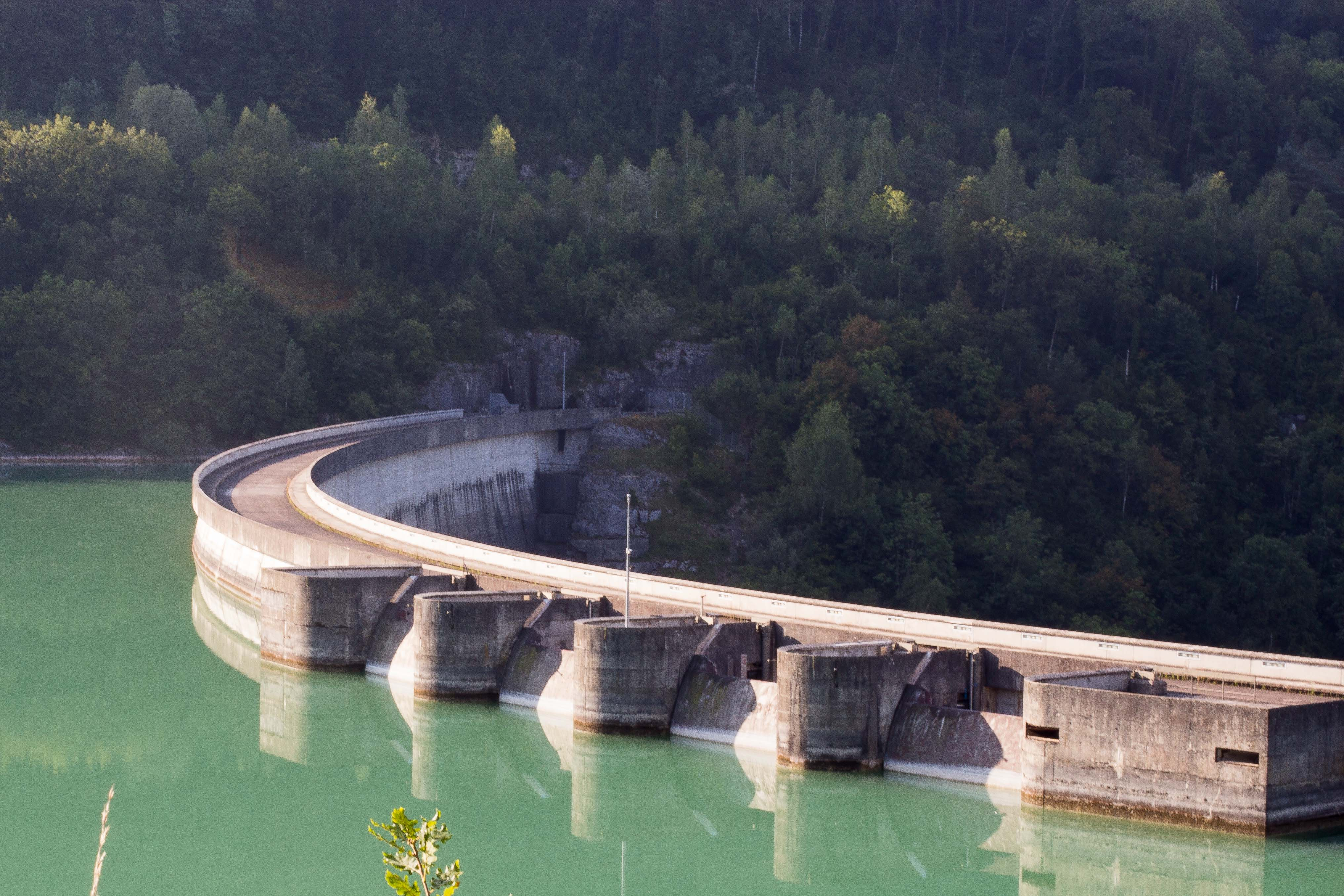
Barrage de Vouglans (situé entre Cernon et Menouille)

- Chapelle Saint-Oyen de Menouille ;
- Tournerie de Menouille (XXe s), inscrite à l'IGPC depuis 1992[21] ;
- Barrage du Saut-Mortier dont la centrale est inscrite à l'IGPC depuis 1991[22] ;
- Barrage de Vouglans, que la commune partage avec Lect, et dont l'ensemble générateur d'énergie est inscrit à l'IGPC depuis 1991[23] ;
- Centrale du Barrage, inscrite à l'IGPC depuis 1991[24] ;
- Cité ouvrière (XXe s), au lieu-dit « La Cité », inscrite à l'IGPC depuis 1991[25] ;
- Maisons d'ouvriers jumelées (XXe s), Rue des Lézines, inscrites à l'IGPC depuis 1991[26] ;
- Maison du Finage (XXe s), près du barrage, inscrite à l'IGPC depuis 1991[27] ;
- Belvédère du Châtelet (XXe s), dominant le lac de Vouglans.